# (4744) Rovereto
(4744) Rovereto est un astéroïde de la ceinture principale.

## Description
(4744) Rovereto est un astéroïde de la ceinture principale. Il fut découvert le 2 septembre 1988 à La Silla par Henri Debehogne. Il présente une orbite caractérisée par un demi-grand axe de 2,80 UA, une excentricité de 0,18 et une inclinaison de 10,2° par rapport à l'écliptique.

## Compléments